# WADADA News
WADADA News is een crossmediale samenwerking tussen speciaal voor kinderen of jongeren gemaakte nieuws programma's op tv, internet, mobiel. Het was een project van de Nederlandse persvrijheid-organisatie Free Press Unlimited tot 2023, waarna hoofdredacteur Jan-Willem Bult het overnam en onderdeel maakte van zijn Children in the Centre©.
De missie van WADADA News is om professionele mediakanalen over de hele wereld te ondersteunen bij het ontwikkelen van nieuws op maat voor kinderen of jongeren. Oorspronkelijk was het een televisieproject, maar sinds 2014 is het een crossmediaal project dat zich richt op het maken en distribueren van nieuws, opinies en verhalen vanuit het perspectief van jongeren over alle denkbare media platformen. En al doende kennis te ontwikkelen, materialen uit te wisselen en nieuws voor kinderen in verschillende landen tot stand te brengen. WADADA News richt zich a priori op oudere kinderen van over het algemeen 8 tot 12 jaar oud, of soms tot 13/14 jaar. Dat verschilt per land, aangezien elk land zijn eigen leeftijdscategorie voor de basisschool heeft en er platforms zijn met verschillende benaderingen, kanalen, etc. voor verschillende leeftijdsgroepen.

## Geschiedenis
In 2004 startte de Nederlandse stichting Free Voice met het ontwikkelen van 'jeugdjournaals' in ontwikkelingslanden onder de naam Kids News Network (KNN). Onder leiding van Ole Chavannes werd in de periode 2004-2013 een internationaal netwerk ontwikkeld van jeugdjournaals in elf ontwikkelingslanden.  
Het allereerste land binnen de samenwerking is Suriname, gestart in 2004, en ook vandaag de dag wordt nog steeds een dagelijks jeugdjournaal gemaakt, getiteld '10 minuten', opgericht door journaliste en voormalig NOS Journaal-correspondent Hennah Draaibaar.
Van 2013 tot 2018 werd ook een wereldjeugdjournaal World Kids News (later WADADA News for Kids) gemaakt, gepresenteerd door de Nederlandse presentatrice Fiona Yauw, wat het nieuws uit de eerst 11 en later 21 landen in een internationaal geproduceerd programma samenbracht.
In 2014 volgde een koerswijziging. Onder leiding van Jan-Willem Bult en met een subsidie van de Nationale Postcode Loterij kon het netwerk uitgebreid worden naar in totaal 21 landen. Vanaf dat moment zijn dat niet langer meer uitsluitend ontwikkelingslanden. Ook de naam van het netwerk en van het wereldjournaal werd gewijzigd in WADADA News for Kids. Er ontstonden nieuwe programma initiatieven zoals de productie van jeugddocumentaires zoals 'Kunimi. The Native Thunder' (Brazilië, 2017). WADADA News participeert structureel op filmfestivals en conferenties over de hele wereld met lezingen en workshops over het belang van op maat gemaakte nieuwsprogramma's voor kinderen of jongeren.
In 2022 werd WADADA News bekroond met de Special Achievement Prize op het prestigieuze festival Prix Jeunesse International in München.

## Landen
De landen waar WADADA News nieuwsprogramma's voor kinderen heeft weten te ontwikkelen zijn:
- Latijns-Amerika: Mexico, Suriname, El Salvador, Nicaragua, Curaçao, Colombia, Ecuador, Peru, Bolivia, Brazilië, Argentinië
- Afrika: Egypte, Ghana, Sierra Leone, Mozambique, Zambia, Zuid-Afrika
- Azië: Afghanistan, Bangladesh, Nepal, Myanmar, Indonesië
- Europa: Nederland, Oekraïne, Montenegro[8][9]